# Kanton Brignais
Der Kanton Brignais ist ein französischer Wahlkreis im Département Rhône in der Region Auvergne-Rhône-Alpes. Er umfasst sechs Gemeinden im Arrondissement Lyon. Durch die landesweite Neuordnung der französischen Kantone wurde er 2015 neu geschaffen mit Brignais als Hauptort (frz.: bureau centralisateur).

## Gemeinden
Der Kanton besteht aus sechs Gemeinden mit insgesamt 41.467 Einwohnern (Stand: 2022) auf einer Gesamtfläche von 62,10 km²:
| Gemeinde           | Einwohner 1. Januar 2022 | Fläche km² | Dichte Einw./km² | Code INSEE | Postleitzahl |
| ------------------ | ------------------------ | ---------- | ---------------- | ---------- | ------------ |
| Brignais           | 12.330                   | 10,36      | 1.190            | 69027      | 69530        |
| Brindas            | 6.718                    | 11,27      | 596              | 69028      | 69126        |
| Chaponost          | 9.217                    | 16,32      | 565              | 69043      | 69630        |
| Grézieu-la-Varenne | 6.284                    | 7,45       | 843              | 69094      | 69290        |
| Messimy            | 3.565                    | 11,10      | 321              | 69131      | 69510        |
| Vourles            | 3.353                    | 5,60       | 599              | 69268      | 69390        |
| Kanton Brignais    | 41.467                   | 62,10      | 668              | 6905       | –            |

## Politik
| Vertreter im Départementsrat | Vertreter im Départementsrat             | Vertreter im Départementsrat |
| Amtszeit                     | Namen                                    | Partei                       |
| ---------------------------- | ---------------------------------------- | ---------------------------- |
| 2015–                        | Christiane Agarrat Christophe Guilloteau | Les Républicains             |